# Dawngate
Dawngate — видеоигра в жанре MOBA, разработанная Waystone Games и изданная Electronic Arts для Microsoft Windows. Это бесплатная игра, в которой, однако, существует система микротранзакций. Новости об игре стали просачиваться в Сеть в начале — середине апреля 2013, с указанием некоторых деталей механики игры, геймплея и других элементов. Период закрытого бета-тестирования начался 24 мая 2013 года, а открытое тестирование началось 19 мая 2014 года.
4 ноября 2014 года Electronic Arts объявили о закрытии проекта.

## Геймплей
Dawngate — это игра-MOBA, в которой группа из пяти игроков (шейперов) работают вместе, чтобы достичь цели игры и уничтожить вражеского Гардиана. Уничтожение Гардиана означает победу игрока и его команды.
Шейперы и их характеристики могут быть изменены игроками путём выбора способностей и предметов. Шейперы также имеют возможность устанавливать варды, которые обеспечивают видимость на карте в зонах их установки для команды.

### Миньоны
ИИ-управляемые миньоны помогают шейперам во время игры. Миньоны постоянно возрождаются на базе и направляются по линиям в направлении к вражеской базе, атакуя вражеские башни и шейперов на своём пути.

### Джунгли
Джунгли окружают линии и являются нейтральной зоной, в которой размещены пассивные существа. Так же как миньоны и шейперы, эти существа могут быть убиты для получения вим. Джунгли являются коротким путём от одной линии к другой, но игроки также используют эту зону, чтобы охотиться друг на друга.
Внутри джунглей находятся четыре Фонтана Духа (Spirit Wells), которые пассивно собирают вим для каждой команды. Также внутри центра джунглей находится Паразит (the Parasite), мощное существо, которое уничтожается не в одиночку.

### Роли
В начале игры, когда формируются команды, игроки могут выбрать роли, в которых они желали бы сыграть. Роль не зависит от выбранного шейпера, хотя некоторые шейперы имеют преимущество в определённых ролях. Выбор роли обуславливает некоторые конкретные преимущества.